# Urmel Voll in Fahrt
Urmel voll in Fahrt' es una película de género animación, aventura, comedia y familiar alemana, estrenada en 2008. La película fue dirigida por Reinhard Klooss y Holger Tappe. Fue producida por Martin Moszkowickz y el guion fue de Oliver Huzly. El tiempo de la película es de 84 minutos y es la segunda de la saga "Isla de los Dinosaurios". 

## Sinopsis
Impy (Urmel) para su cumpleaños recibe un regalo, un hermanito que resulta ser un panda. Impy se siente triste porque Peg (la cerda), al parecer quiere más la recién nacido panda llamada Babú. Poco después de que el Profesor Tibberton y Tim van a una conferencia, llega el malvado y corrupto Barnaby a la isla Titiwu. Barnaby llega con un propósito, capturar a Impy. Barnaby engaña al dinosaurio, diciendo que sería una estrella e Impy de forma voluntaria viaja con él. Cuando Impy aborda, Babú se va con ellos en la parte de atrás sin que nadie se diera de cuenta. Mientras que Barbaby e Impy, están en un parque de atracciones que no ha abierto aún, Pingu, Monty, Shoe y Peg son enviados a rescatar a Impy y a Babú. Impy y babú, en el parque tienen éxito, pero Barbaby secuestra a Impy, al final se fugan con sus amigos. Impy, Babú, Peg, Shoe, Monty y Pingu, vuelven a la isla Titiwu y deciden no contarle nada de lo que pasó a Tibberton.

## Reparto
| Actor (es)             | Personaje                  |
| ---------------------- | -------------------------- |
| Hannes Maurer          | Impy (Urmel)               |
| Anke Engelke           | Peg                        |
| Julia Ziffer           | Babú                       |
| Oliver Kalkofe         | Barnaby                    |
| Stefan Krause          | Pingu                      |
| Oliver Pocher          | Shoe                       |
| Frank Schaff           | Monty                      |
| Wolfgang Völz          | Salomon                    |
| Wigald Boning          | Profesor Horatio Tibberton |
| Christoph Maria Herbst | Eddie                      |
| Roland Hemmo           | Otto                       |
| Marion Von Stengel     | Miss Lee                   |